# تویتا موموئدونو
تویتا موموئدونو (انگلیسی: Tevita Momoedonu؛ زادهٔ ratu tevita momoedonu
۱۳ ژانویهٔ ۱۹۴۶ – درگذشته ۲۶ نوامبر ۲۰۲۰) سیاست‌مدار اهل فیجی بود. وی نخست وزیر سابق فیجی بود.